# Cerro Ferwa
El cerro Ferwa es el punto más alto de Arabia Saudita, con una elevación de 3.002 metros (9.849 pies). Está situado en la provincia de 'Asīr . 

## Historia
Antes de octubre de 2018, tanto el cerro Ferwa como el cerro Soudah eran los dos candidatos al punto culminante de Arabia Saudita, y se creía ampliamente que este último había sido el punto culminante del país,  pero una expedición de escalada en octubre de 2018, utilizando una unidad GPS Trimble Geo 7X de calidad topográfica. Tanto en el cerro Ferwa como en el cerro Sawda determinaron con un 98% de confianza que el cerro Ferwa era el punto más alto de Arabia Saudita, siendo más alto que el cerro Sawda por unos 2 a 4 metros. 
Sin embargo, las autoridades sauditas todavía reconocen oficialmente al cerro Soudah como el punto más alto del país.